# Motwortel
Motwortel (Cymbopogon marginatus (Steud.) Stapf ex Burtt Davy syn. Andropogon marginatus Steud., Andropogon nardus L. var. marginatus Hack.), ook Afrikaans: akkewani (op Java: akerwangi) of buffelsrooigras is een grassoort inheems maar niet endemisch in Zuid-Afrika. De soort is verwant aan citroengras en de aromatische wortel wordt wel gebruikt om wollen kleding van motten te vrijwaren. In Vendaland worden de aromatische wortels ook wel verbrand om de rook in te inhaleren bij hoofdpijnen. Ook de naam koperdraadgras wordt gebruikt, maar deze naam wordt ook aan andere grassen toegekend, zoals C. excavatus ,Elionurus muticus of Stiburus alopecuroides.
De soort staat op de Zuid-Afrikaanse Rode Lijst aangegeven als van minste zorg, maar was niet geselecteerd voor verdere evaluatie. In Zuid-Afrika wordt hij aangetroffen in de West- en de Oost-Kaap.
De soort is een belangrijk onderdeel van de vegetatie van het renosterveld en een van de drie belangrijkste voedingsgrassen van de Kaapse bergzebra. De grassoort komt voor in pollen met 2-5 cm brede en 15-35 cm lange bladeren die aromatisch ruiken. De stelen staan rechtop en kunnen 20-70 lang zijn.